# Прыжки в воду на летней Универсиаде 2013 — трамплин, 1 метр (мужчины)
Соревнования по прыжкам в воду с метрового трамплина среди мужчин на XXVII Всемирной Летней Универсиаде прошли 6 и 8 июля 2013 года во Дворце водных видов спорта в Казани, Россия.

## Формат
Соревнования по прыжкам в воду с метрового трамплина состоят из трёх этапов:
- Предварительный раунд: 24 спортсмена выполняют 5 прыжков; 2 лучших спортсмена выходят напрямую в финал, остальные 10 — в полуфинал, спортсмены, занявшие чётные места с 4-го по 12-е, будут прыгать в обратном порядке в полуфинале A, занявшие нечётные места с 3-го по 11-е — в обратном порядке в полуфинале B.
- Полуфинал: 10 спортсменов выполняют 5 прыжков; 3 лучших спортсмена в каждом полуфинале выходят в финал, где, в зависимости от набранных очков, они выступают в обратном порядке.
- Финал: 8 спортсменов выполняют 5 прыжков; результаты полуфинала обнуляются, три лучших спортсмена получают золотые, серебряные и бронзовые медали, соответственно.

## Расписание
Дано Московское время (UTC+4)
| Дата                     | Время       | Этап                            |
| ------------------------ | ----------- | ------------------------------- |
| Суббота, 6 июля 2013     | 11:00 13:40 | Предварительный раунд Полуфинал |
| Понедельник, 8 июля 2013 | 14:15       | Финал                           |

## Результаты
Зелёным цветом выделены финалисты.
| Место | Прыгун            | Предварительный раунд | Предварительный раунд | Полуфинал      | Полуфинал      | Финал     | Финал     | Финал     | Финал     | Финал     | Финал     | Финал     | Финал     |
| Место | Прыгун            | Очки                  | Место                 | Очки           | Место          | Прыжок 1  | Прыжок 2  | Прыжок 3  | Прыжок 4  | Прыжок 5  | Прыжок 6  | Очки      | Место     |
| ----- | ----------------- | --------------------- | --------------------- | -------------- | -------------- | --------- | --------- | --------- | --------- | --------- | --------- | --------- | --------- |
| 1     | Цзинь Линь        | 434,30                | 1                     | Прошли в финал | Прошли в финал |           |           |           |           |           |           |           |           |
| 2     | Евгений Новосёлов | 396,50                | 2                     | Прошли в финал | Прошли в финал |           |           |           |           |           |           |           |           |
| 3     | Анджей Жешутек    | 386,15                | 5                     | 415,20         | 1              |           |           |           |           |           |           |           |           |
| 4     | Роммель Пачеко    | 386,50                | 4                     | 410,35         | 2              |           |           |           |           |           |           |           |           |
| 5     | Гарри Джонс       | 369,25                | 8                     | 405,50         | 3              |           |           |           |           |           |           |           |           |
| 6     | Сергей Назин      | 389,95                | 3                     | 405,45         | 4              |           |           |           |           |           |           |           |           |
| 7     | Тянь Цинь         | 380,65                | 6                     | 397,10         | 5              |           |           |           |           |           |           |           |           |
| 8     | Константин Бляха  | 364,40                | 9                     | 395,30         | 6              |           |           |           |           |           |           |           |           |
| 9     | Яэль Кастильо     | 375,70                | 7                     | 375,05         | 7              | Не прошёл | Не прошёл | Не прошёл | Не прошёл | Не прошёл | Не прошёл | Не прошёл | Не прошёл |
| 10    | Сэмюел Дорман     | 328,30                | 12                    | 366,45         | 8              | Не прошёл | Не прошёл | Не прошёл | Не прошёл | Не прошёл | Не прошёл | Не прошёл | Не прошёл |
| 11    | Андреа Билли      | 323,10                | 13                    | 351,90         | 9              | Не прошёл | Не прошёл | Не прошёл | Не прошёл | Не прошёл | Не прошёл | Не прошёл | Не прошёл |
| 12    | Амунд Гисмервик   | 330,45                | 11                    | 334,35         | 10             | Не прошёл | Не прошёл | Не прошёл | Не прошёл | Не прошёл | Не прошёл | Не прошёл | Не прошёл |
| 13    | Юрий Кунаков      | 356,40                | 10                    | Не прошёл      | Не прошёл      | Не прошёл | Не прошёл | Не прошёл | Не прошёл | Не прошёл | Не прошёл | Не прошёл | Не прошёл |
| 14    | Ахмад Азман       | 322,15                | 14                    | Не прошёл      | Не прошёл      | Не прошёл | Не прошёл | Не прошёл | Не прошёл | Не прошёл | Не прошёл | Не прошёл | Не прошёл |
| 15    | Филипп Бекер      | 316,45                | 15                    | Не прошёл      | Не прошёл      | Не прошёл | Не прошёл | Не прошёл | Не прошёл | Не прошёл | Не прошёл | Не прошёл | Не прошёл |
| 16    | Антуан Катель     | 314,00                | 16                    | Не прошёл      | Не прошёл      | Не прошёл | Не прошёл | Не прошёл | Не прошёл | Не прошёл | Не прошёл | Не прошёл | Не прошёл |
| 17    | Пак Чжи Хо        | 304,05                | 17                    | Не прошёл      | Не прошёл      | Не прошёл | Не прошёл | Не прошёл | Не прошёл | Не прошёл | Не прошёл | Не прошёл | Не прошёл |
| 18    | Дарси Тейлор      | 302,90                | 18                    | Не прошёл      | Не прошёл      | Не прошёл | Не прошёл | Не прошёл | Не прошёл | Не прошёл | Не прошёл | Не прошёл | Не прошёл |
| 19    | И Вей Чю          | 300,55                | 19                    | Не прошёл      | Не прошёл      | Не прошёл | Не прошёл | Не прошёл | Не прошёл | Не прошёл | Не прошёл | Не прошёл | Не прошёл |
| 20    | Коди Яно          | 299,70                | 20                    | Не прошёл      | Не прошёл      | Не прошёл | Не прошёл | Не прошёл | Не прошёл | Не прошёл | Не прошёл | Не прошёл | Не прошёл |
| 21    | Ким Чжин Ён       | 288,70                | 21                    | Не прошёл      | Не прошёл      | Не прошёл | Не прошёл | Не прошёл | Не прошёл | Не прошёл | Не прошёл | Не прошёл | Не прошёл |
| 22    | Алехандро Ислас   | 276,60                | 22                    | Не прошёл      | Не прошёл      | Не прошёл | Не прошёл | Не прошёл | Не прошёл | Не прошёл | Не прошёл | Не прошёл | Не прошёл |
| 23    | Иан Матос         | 248,75                | 23                    | Не прошёл      | Не прошёл      | Не прошёл | Не прошёл | Не прошёл | Не прошёл | Не прошёл | Не прошёл | Не прошёл | Не прошёл |
| 24    | Закари Нис        | 223,95                | 24                    | Не прошёл      | Не прошёл      | Не прошёл | Не прошёл | Не прошёл | Не прошёл | Не прошёл | Не прошёл | Не прошёл | Не прошёл |
| 25    | Адриан Герга      | 219,60                | 25                    | Не прошёл      | Не прошёл      | Не прошёл | Не прошёл | Не прошёл | Не прошёл | Не прошёл | Не прошёл | Не прошёл | Не прошёл |